# .fo
A .fo Feröer internetes legfelső szintű tartomány kódja, melyet 1993-ban hoztak létre.